# Adolf von Sonnenthal
Adolf von Sonnenthal, litografia de Josef Kriehuber, 1859
assinatura
Vista da sepultura.
Adolf (desde 1881 von) Sonnenthal (Peste, 21 de dezembro de 1834 — Praga, 4 de abril de 1909) foi um ator austríaco, considerado o melhor ator de comédia de costumes em comédias de salão, mas também foi extremamente bem-sucedido como ator de heróis e personagens.

## Biografia

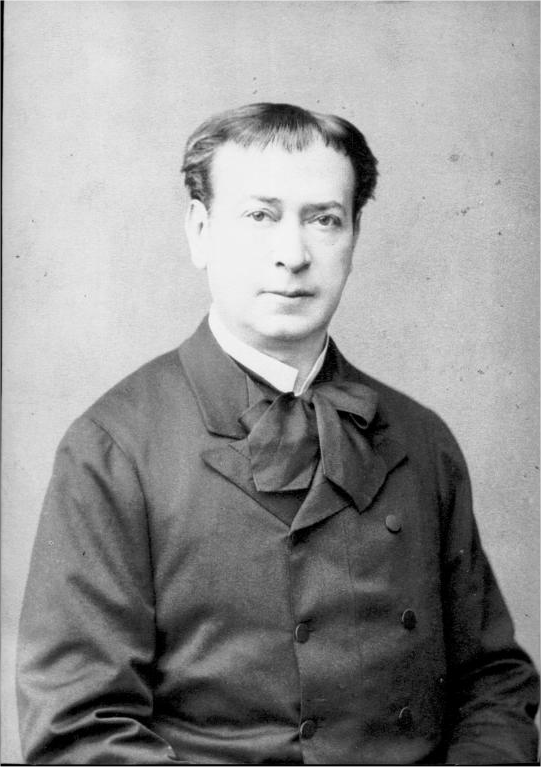
Sonnenthal, 1884

Sonnenthal nasceu em uma família de judeus em Peste, Hungria. Teve que se dedicar ao ofício de alfaiate devido ao empobrecimento repentino de seus pais. Mais tarde, seguindo sua inclinação e incentivado e de certa forma preparado pelo ator Bogumil Dawison, voltou-se para o palco e fez sua estreia em 1851 em Timișoara como “Phoebus de Châteaupers” no drama O Corcunda de Notre Dame (Charlotte Birch-Pfeiffer). Em 1852, foi para Sibiu, de lá para Graz em 1854, onde foi aluno de teatro de Karl von Holtei e, no inverno de 1855–1856, para Königsberg, onde se apresentou com tanto sucesso que Heinrich Laube lhe ofereceu um contrato no Burgtheater de Viena.
Sonnenthal fez sua estreia no teatro em 18 de maio de 1856 como “Mortimer” em Die Waise von Lowood, de Charlotte Birch-Pfeiffer, sendo contratado vitaliciamente após três anos. Sob a direção e a promoção de Heinrich Laube, Sonnenthal se tornou um dos mais importantes atores de língua alemã de sua época. Em 1881, por ocasião de seu 25.º aniversário de serviço, o Imperador Francisco José fez de Sonnenthal um Cavaleiro da Ordem da Coroa de Ferro, o que foi associado à sua elevação à nobreza hereditária austríaca. Ele foi nomeado diretor sênior em 1884 e atuou como diretor artístico do teatro desde a saída do diretor Adolf von Wilbrandt (junho de 1887) até o final de 1888. O verdadeiro ponto forte de Sonnenthal era o drama e a comédia; como intérprete dos chamados papéis de salão, ele ocupou indiscutivelmente o primeiro lugar.

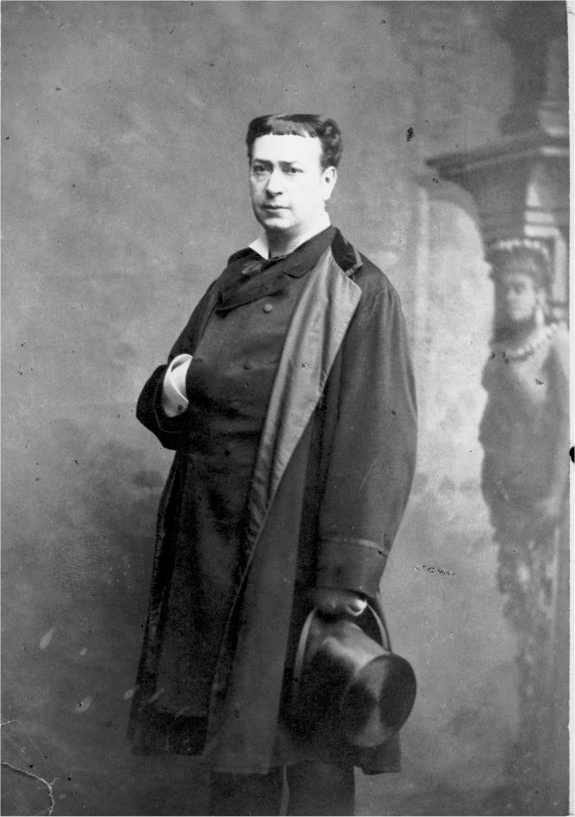
Sonnenthal

Seu repertório versátil inclui os papéis principais em Romeu e Julieta e Henrique IV de William Shakespeare, Fausto. Uma Tragédia e Clavigo, de Johann Wolfgang von Goethe, e Nathan, o Sábio, de Gotthold Ephraim Lessing.
Visitou os Estados Unidos em 1885, e novamente em 1899 e 1902, alcançando grande sucesso. Sonnenthal também brilhou nos papéis de “Raoul Gérard” (Aus der komischen Oper), “Príncipe Lübbenau” (Aus der Gesellschaft, Eduard von Bauernfeld), “Rei” (Ester, Jean Racine), “Raposa” (Pitt und Fox, Rudolf von Gottschall), “Marcel de Prel” (Wildfire, Friedrich Halm) e Uriel Acosta (Karl Gutzkow).
Por outro lado, suas traduções de peças teatrais francesas, como Le Marquis de Villemer (George Sand), foram menos bem-sucedidas. Sonnenthal foi vice-presidente da Associação Alemã de Empregados de Palco (GDBA) ao lado de Richard John por vários anos.
Aos 74 anos, o ator Adolf von Sonnenthal morreu de derrame na noite de 4 de abril de 1909 no “Hotel zum Blauen Stern”, em Praga.
Seu túmulo está no cemitério de Viena-Döbling (grupo Isr. 1/44). Em 1920, a Sonnenthalgasse em Viena-Ottakring (16.º distrito) foi batizada em sua homenagem.
O sobrinho-neto de Sonnenthal foi o maestro Kurt Herbert Adler, e sua neta Luise casou-se com Erich Wolfgang Korngold em 1924.

## Alunas (selecionadas)
- Marie Barkany e Rosa Bertens

## Obra
- Fünfzig Jahre im Wiener Burgtheater: 1856–1906, Viena, Autopublicação 1906.[4]